# NCSM Moose Jaw
Le NCSM Moose Jaw est une corvette de classe Flower de la Marine royale canadienne pendant la Seconde Guerre mondiale.

## Histoire
Le Moose Jaw devait s'appeler à l'origine Churchill, en référence à Churchill (Manitoba), mais après un conflit de nom avec un navire de la Royal Navy, son nom est changé pour un hommage à la municipalité de Moose Jaw.
Après son arrivée à Halifax, le Moose Jaw est affecté au commandement de Terre-Neuve en août 1941. Le 5 septembre 1941, il part en exercice avec le NCSM Chambly. En route, ils reçoivent l'ordre de renforcer le groupe d'escorte qui protège le convoi SC 42. Le 10 septembre 1941, le Moose Jaw et le Chambly coulent l'U-501 à l'aide de grenades sous-marines et d'éperonnages dans le détroit du Danemark au sud de Tasiilaq, au Groenland ; il s'agit du premier sous-marin allemand coulé par la marine canadienne. Le lendemain, le NCSM Kenogami et le Moose Jaw sauvent 41 survivants de l'équipage du navire marchand britannique Berury, torpillé et coulé par l'U-207 à l'est du cap Farvel. Le convoi perd un total de dix-huit navires marchands. Le Moose Jaw a besoin de dix jours de réparations à Greenock en raison des dommages causés lors de l'éperonnage de l'U-501.
Le Moose Jaw est envoyé à Tobermory pour des travaux de maintenance en octobre. Une fois ces travaux terminés, le Moose Jaw passe les quatre mois suivants à escorter des convois entre Saint-Jean de Terre-Neuve et l'Islande. Le 10 janvier 1942, le Moose Jaw embarque avec le groupe d'escorte N12, le premier groupe d'escorte entièrement canadien à effectuer la traversée transatlantique, pour le port de Londonderry. Le groupe arrive à destination treize jours plus tard. Après le nettoyage de la chaudière, le groupe retourne à Saint-Jean avec un convoi ON.
À la mi-février 1942, le Moose Jaw s'échoue à l'entrée sud du port de Saint-Jean de Terre-Neuve. En raison des dommages importants et de la nécessité de le rééquiper, il est mis hors service jusqu'au 25 juin 1942. Après une période de préparation, il est brièvement affecté à la Western Local Escort Force avant d'être envoyé au Royaume-Uni dans le cadre de la contribution du Canada à l'opération Torch en septembre. Le Moose Jaw passe les cinq mois suivants à escorter des convois entre le Royaume-Uni et Gibraltar puis revient au Canada en avril 1943.
En mai 1943, le Moose Jaw est affecté à la Québec Force, mais fut ensuite transféré à la Gaspé Force. Il subit un carénage à partir de décembre, qui dure jusqu'en mai. Après une période de préparation, le Moose Jaw est affecté au Commander-in-Chief, Western Approaches, dans le cadre du débarquement de Normandie. Il sert à ce titre jusqu'en septembre 1944, date à laquelle il est réaffecté au Groupe d'escorte EG 41 de Plymouth. Il escorte des convois côtiers de Milford Haven jusqu'à la fin de la guerre. Le 28 février 1945, le Moose Jaw sauve six survivants du navire marchand britannique Norfolk Coast, qui fut torpillé et coulé par l'U-1302 au sud-ouest de Strumble Head.
Le Moose Jaw est désarmé par la Marine royale canadienne le 8 juillet 1945 à Sorel, au Québec. Le navire est vendu pour démolition en septembre 1949 et démantelé à Hamilton (Ontario).